# Ферзинг, Вильгельм
Вильгельм Ферзинг (нем. Wilhelm Versing; 1811, Мюнхен — 1879, Одесса) — немецкий оперный певец (бас-баритон) и театральный актёр.
Начал карьеру в драматических театрах Мюнхена, в 1836—1837 гг. выступал на сценах Майнца и Дюссельдорфа. В Дюссельдорфе дебютировал на оперной сцене и был приглашён в Немецкую императорскую оперу в Санкт-Петербурге. На протяжении десяти сезонов (1837—1847) пел в российской столице, с закрытием Немецкой оперы (1844) перейдя в труппу Итальянской. Уже в феврале 1838 г. «Северная пчела» отмечала в одной из рецензий, что Ферзинг «пропел прекрасно, как всегда»; по мнению А. Гозенпуда, Ферзинг был украшением Немецкой оперной труппы. Среди основных партий Ферзинга — заглавная партия в «Вильгельме Телле» Джоаккино Россини, Бертрам в «Роберте-Дьяволе» и кардинал Броньи в «Жидовке» Джакомо Мейербера; в 1845 г. пел Луку де Бомануара на российской премьере «Храмовника» Отто Николаи. В 1844 г. участвовал в петербургском концерте Клары Шуман, исполнив несколько песен.
В 1847—1855 гг. солист Немецкой оперы в Праге; здесь к ведущим партиям Ферзинга добавился Пётр Великий в запрещённой в России опере Альберта Лорцинга «Царь и плотник». После этого покинул оперную сцену и выступал как исполнитель песен и романсов, начав с продолжительного турне по югу России (с Эдуардом Эпштейном как аккомпаниатором).
Был женат на певице и актрисе Августе Лаубер. Их дочь Анна Ферзинг-Гауптман — актриса и писательница.